# Шевченківське (Пологівський район)
Шевче́нківське — село в Україні, у Більмацькій селищній громаді Пологівського району Запорізької області. Населення становить 987 осіб.

## Географія
Село Шевченківське знаходиться на одному з витоків річки Сухі Яли, нижче за течією на відстані 2,5 км розташоване село Багатівка. Поруч проходить залізниця, станція Платформа 357 км за 1,5 км.

## Історія
- Історія  села Шевченківське починається в далекому 1924 році, коли за пропозицією маріупольського земельного відділу був позначений та затверджений земельний наділ для заснування села. Тут поселилося 42 сім’ї безземельних та малоземельних селян,  жителів села Темрюк,  яким було наділено 580 десятин землі. У 1925–1927 роках поселенці облаштовували свої садиби: будували житло, господарські приміщення.[1]
- Поблизу села знайдені кам'яні знаряддя праці доби бронзи (II тисячоліття до н. е.).

## Населення

### Мова
Розподіл населення за рідною мовою за даними перепису 2001 року:
| Мова       | Кількість | Відсоток |
| ---------- | --------- | -------- |
| українська | 865       | 87.64%   |
| російська  | 122       | 12.36%   |
| Усього     | 987       | 100%     |

## Економіка
- «Придонецьке», ТОВ.

## Об'єкти соціальної сфери
- Школа.
- Дитячий садочок.
- Будинок культури.
- Фельдшерсько-акушерський пункт.